# Chilecebus
A Chilecebus az emlősök (Mammalia) osztályának a főemlősök (Primates) rendjéhez, ezen belül a csuklyásmajomfélék (Cebidae) családjához és a csuklyásmajomformák (Cebinae) alcsaládjához tartozó kihalt nem.

## Tudnivalók
A Chilecebus a főemlősökön belül a szélesorrú majmokhoz tartozó csuklyásmajomfélék családjának egyetlen típuspéldánnyal rendelkező neme, amely a neogén végén, a korai miocén korszakban élt körülbelül 20 millió évvel ezelőtt, a mai Chile területén. E nem típusfaja, a Chilecebus carrascoensis az „újvilági majmok” ma talált egyik legdélibb példányát képviseli.
A nem típuspéldányát 1995-ben, az észak-amerikai őslénykutató, John Flynn írta le a „Legyezőképződményen” (Formación Abanico), a Las Leñas-szurdokban, Rancagua városától keletre, a Bernardo O'Higgins Felszabadító Tábornok Régióban. A típuspéldány koponya-, valamint csontvázmaradványokból áll. Tudományos nevét a fosszilist felfedező chilei őslénykutató, Gabriel Carrasco tiszteletére kapta. A Chilecebus és más szélesorrú majmok koponyájának morfológiája nagyon hasonló néhány afrikai főemlőséhez, valószínűsítve így az újvilági majmok afrikai eredetét.
A Chilecebus carrascoensis súlya körülbelül 600 grammot nyomhatott.

### Fordítás
Ez a szócikk részben vagy egészben  a   Chilecebus című spanyol Wikipédia-szócikk fordításán alapul.  Az eredeti cikk szerkesztőit annak laptörténete sorolja fel. Ez a jelzés csupán a megfogalmazás eredetét és a szerzői jogokat jelzi, nem szolgál a cikkben szereplő információk forrásmegjelöléseként.